# Ottoburg (Innsbruck)

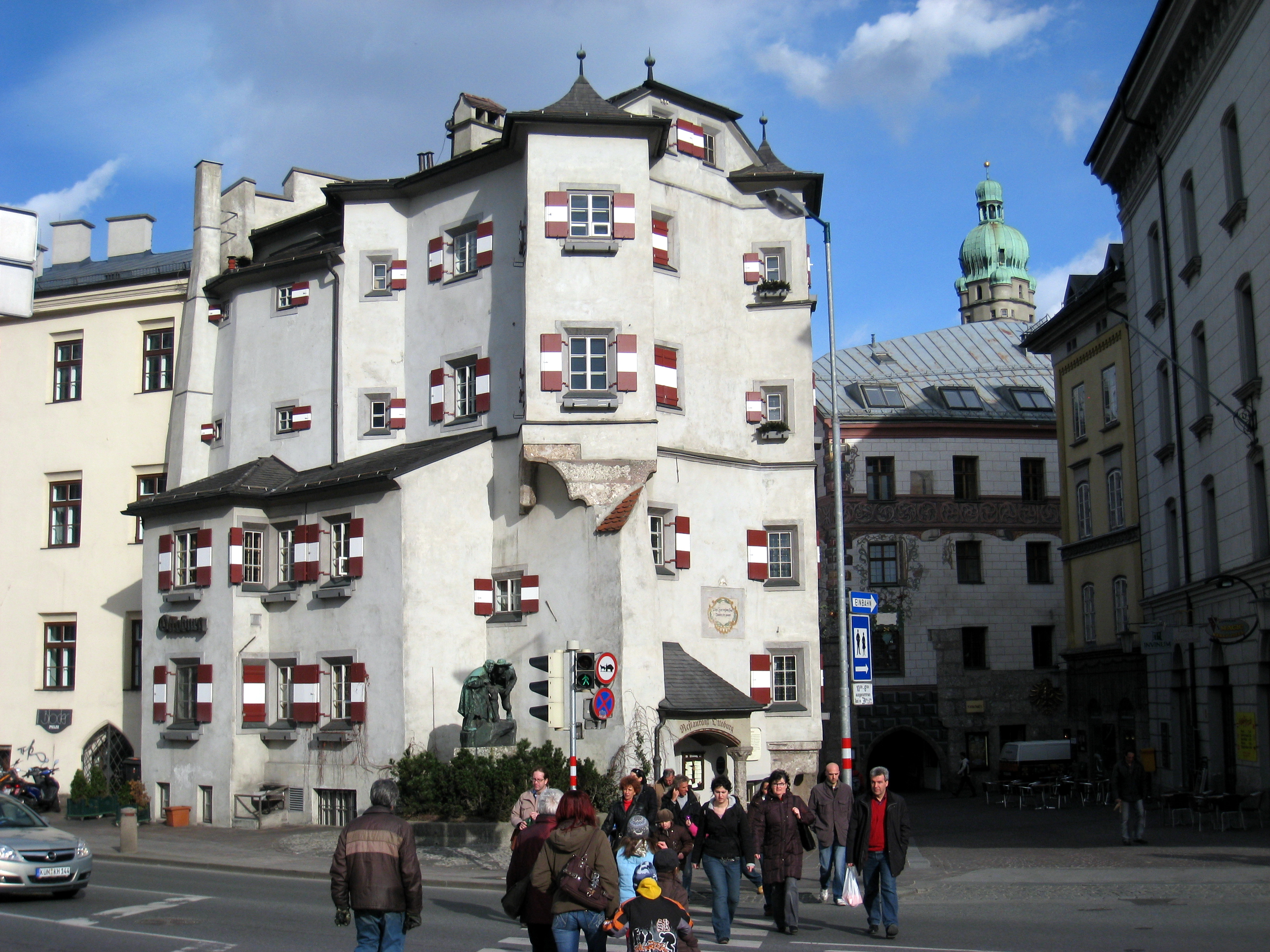
Die Ottoburg von der Innbrücke aus gesehen

Die Ottoburg ist ein spätgotischer Wohnturm am Eingang der Altstadt der Stadtgemeinde Innsbruck im Bundesland Tirol. Das Gebäude steht unter Denkmalschutz.

## Geschichte
Ein Gebäude wurde 1476 urkundlich genannt. Der spätere Kaiser Maximilian I. verlieh den Turm 1497 an den Fürsten Rudolf von Anhalt-Bernburg, nach dessen Tod 1510 folgten nur bürgerliche Besitzer. Vermutlich deshalb wurde das Haus seit 1565/1568 „Eepurg“, „öd Burg“ (leere Burg) und 1628 „Öttburg“ genannt. Von dieser Namensform ausgehend entstand am Ende des 18. Jahrhunderts die Assoziation zu Herzog Otto II. von Andechs, der früher als Stadtgründer von Innsbruck galt und hier in seiner „Ottoburg“ residiert haben soll. 1913 wurde das Gebäude für die Nutzung als Restaurant adaptiert.

## Architektur
Das Bauwerk wurde 1494/1495 umgebaut und 1542 erweitert. Der vier- bis fünfgeschoßige polygonale Wohnturm mit einem markanten Ecker über wuchtigen Kragsteinen wurde an einer Ecke über der Stadtmauer erbaut und schloss an das 1790 abgebrochene Inntor an. Auf die ursprünglich zwei Obergeschoße wurde 1775 ein drittes aufgesetzt, aus dieser Zeit stammt auch das Giebeldach. Die Fassade gliedert sich mit Vor- und Rücksprüngen. Charakteristisch sind die 90 rot-weiß-roten hölzernen Fensterläden. Sowohl Richtung Inn als auch in der Herzog-Friedrich-Straße befinden sich Vorbauten aus dem 19. und 20. Jahrhundert.
Das Gebäudeinnere wurde stark erneuert, teilweise sind gotische Kreuz- und Sterngewölbe erhalten.